# There's Something About Mary
There's Something About Mary is een Amerikaanse komedie uit 1998 onder regie van Bobby Farrelly en Peter Farrelly. De film werd genomineerd voor onder meer de Golden Globe voor beste film in een komedie of musical en die voor beste hoofdrolspeelster in diezelfde categorie (Cameron Diaz). Meer dan vijftien andere prijzen werden de productie daadwerkelijk toegekend, waaronder een People's Choice Award voor favoriete filmkomedie en een American Comedy Award voor grappigste filmactrice (Diaz).

## Verhaal
In 1985 zitten Ted en Mary op dezelfde middelbare school in Rhode Island. Ted is een sul, in tegenstelling tot de populaire Mary. Als het einde van het schooljaar nadert, en daarmee ook het afstudeerbal, vraagt Ted Mary mee als date. Wanneer de avond aanbreekt gaat Ted haar ophalen, maar na een snel toiletbezoek loopt het dichtritsen van zijn broek grondig mis. Hierdoor wordt Ted afgevoerd naar het ziekenhuis, en wordt het contact met Mary door omstandigheden verbroken. 
In 1998 heeft Ted nog steeds moeite met haar los te laten. Zijn vriend Dom raadt hem een privédetective aan om Mary op te sporen. Privédetective Pat vindt Mary in Miami en wordt echter zelf verliefd op haar. Om Ted af te schrikken vertelt Pat leugens in de hoop dat hij Mary met rust laat. Uiteindelijk komt Ted er achter hoe de vork in de steel zit en besluit hij zelf af te reizen naar Miami. Het blijkt dat ze niet de enigen zijn die gevoelens hebben voor Mary.

## Gedenkwaardige scènes
Een scène waarin sperma wordt aanzien voor haargel werd eigenlijk geschreven voor een andere film, maar de filmmaker had geen vertrouwen in de scène. Hij redeneerde dat niemand erom zou kunnen lachen.

## Rolverdeling
| Acteur           | Personage                   |
| ---------------- | --------------------------- |
| Cameron Diaz     | Mary Jensen/Mary Matthews   |
| Ben Stiller      | Ted Stroehmann              |
| Matt Dillon      | Pat Healy                   |
| Lee Evans        | Tucker/Norman “Norm” Phipps |
| Chris Elliott    | Dom “Woogie” Woganowski     |
| Lin Shaye        | Magda                       |
| Jeffrey Tambor   | Sully                       |
| Markie Post      | Mary's moeder               |
| Keith David      | Mary's vader                |
| W. Earl Brown    | Warren Jensen               |
| Sarah Silverman  | Brenda                      |
| Khandi Alexander | Joanie                      |
| Richard Jenkins  | psychiater                  |